# Eurema hiurai
Eurema hiurai är en fjärilsart som beskrevs av Shirôzu och Osamu Yata 1977. Eurema hiurai ingår i släktet Eurema och familjen vitfjärilar. Inga underarter finns listade i Catalogue of Life.